# صفاء نبعة
صفاء محمد نذير نبعه الدّمشقيّة رسامة كتب الأطفال من سوريا. تخرَّجتْ من كليَّة الآداب بجامعة دمشق، قسم اللغه الفرنسية عام 1992 وحصلت على دبلوم الترجمة عام 1994. وأوّل كتاب عملت به تمَّ اصداره من سلسلة روايات مجلة ماجد عام 1993 بعنوان «الأمير الصغير» بترجمة الاستاذ عدنان بغجاتى. وحصلت من خلال رسومات السلسلة على جائزة تقدير مسابقة سوزان مبارك لأدب الطفل، وحصلت رسوماتها لديوان شعر الأطفال للدكتور عبد الوهاب المسيرى عام 2002 على جائزة التميز في الرَّسم لأدب الطِّفل.

## الحياة المهنية
تخرجت صفاء نبعة من كليَّة الآداب بجامعة دمشق، قسم اللغه الفرنسية عام 1992 وحصلت على دبلوم الترجمة عام 1994. وأوّل كتاب عملت به تمَّ اصداره من سلسلة روايات مجلة ماجد عام 1993 بعنوان «الأمير الصغير» بترجمة الاستاذ عدنان بغجاتى.
ومنذ عام 1998 عملت نبعه مع دار الشروق، ورسمت لسلسلة كتب «حكايات هذا الزمان» للدكتور عبد الوهاب المسيرى التي أصدرتها دار الشروق. بالإضافة إلى كتاب «هف بلف» عام 2001 للكاتبه أمل فرح، الذي حصل الكتاب على جائزة التسامح العالمية لادب الأطفال من اليونسكو في 2002. وصدر لها عن دار سان فلاور التابعه لدار الشروق كتب «مغامرات في الصحراء» و«قصة عنتر وعبله»، و«حكايا من الشَّام».
وفي 2004 عملت مع دار أصالة للنَّشر في بيروت، وصدر عنها سلسلة كتاب «رنده» للاطفال بتأليف الكاتب السوري زكريا تامر. وتعمل نبعه منذ عام 1999 مع مجلة العربى الصغير للأطفال.

## المؤلفات
من الكتب التي رسمتها:
- الأمير الصغير، عدنان بغجاتى، 1993.

- سندريللا وزينب هانم خانون، عبدالوهاب المسيري، 1999.
- سر اختفاء الذئب الشهير بالمحتار، عبدالوهاب المسيري، 2000.
- الرحلة الأسبوعية إلى جزيرة الدويشة، عبدالوهاب المسيري، 2000.
- معركة.. كبيرة.... صغيرة، عبدالوهاب المسيري، 2000.
- ما هي النهاية؟، عبدالوهاب المسيري وجيهان فاروق فؤاد، 2001.
- هف وبلف، أمل فرح، 2001.
- أغنيات إلى الأشياء الجميلة، عبدالوهاب المسيري، 2002.
- سلسة قصص رندا، زكريا تامر، 2007-2008.
- قول يا طير: حكايات للأطفال من التراث الشعبي الفلسطيني، شريف كناعنه وإبراهيم مهوّي، 2010 .
- ظل أخي، أميمة عز الدين، 2014.
- كيف أنام من دون حكاية؟، مها صلاح، 2016.

## الجوائز
حصلت نبعة من خلال رسومات السلسلة على جائزة تقدير مسابقة سوزان مبارك لأدب الطفل، وحصلت رسوماتها لديوان شعر الأطفال للدكتور عبد الوهاب المسيرى عام 2002 على جائزة التميز في الرَّسم لأدب الطِّفل.